# Рајков торањ
Рајков торањ је торањ који се налази у месту Милићи на истоку Републике Српске.

## Историјат
Рајков торањ се налази у самом центру градића Милићи, на адреси Трг рудара 1. Торањ је отворен 5. децембра 2009. године поводом 50 година рада предузећа „Боксит“ а.д. Висина торња је 77 метара. Бетонске радове на објекту је извело предузеће „ГИК Банат” из Зрењанина, све остале радове, осим лифта, урадило је предузеће „Боксит“.
Поред културне важности, торањ има и комерцијално-туристичку функцију. У приземљу се налази бифе и Музеј рударства, а на врху кафе-бар са терасом-видиковцем, са кога се посетиоцима пружа панорамски поглед на ширу околину Милића. Торањ представља део музејске поставке Музеја рударства у Милићима, који се налази у згради торња, а посвећен је рударској традицији овог дела Републике Српске. Објекат носи име по српском привреднику и предсједнику управног одбара предузећа „Боксит“ Рајку Дукићу. Овај торањ посећује све више туриста из Републике Српске, БиХ али и других земаља.
У оквиру Летњег фестивала културе и спорта у Милићима, одржава се трка степеницама до врха Рајковог торња у мушкој и женској конкуренцији. Најуспешнијим такмичарима се додељују новчане награде и дипломе.